# Ranch El Rio de Santa Clara o la Colonia

Le ranch  El Rio de Santa Clara o la Colonia, ou parfois appelé «Rancho El Rio de Santa Clara o la Colonia», était une concession de plus de 181,64 km2 de terres mexicaines se trouvant dans l'actuel comté de Ventura, Californie. Ce ranch fut offert en 1837 par le gouverneur Juan B. Alvarado, dans le but d'en faire une colonie, à Valentine Cota et al.
Ce ranch est la base même du village d'El Rio mais aussi de la Colonia et donc de surcroit, de la ville d'Oxnard.

## Histoire
Avec la cession de la Californie aux États-Unis après la guerre américano-mexicaine, le traité de Guadalupe Hidalgo de 1848 stipulait qu’après cession des territoires les concessions de terres seraient honorées et sous aucun prétexte volées à leurs propriétaires.
Comme l'exige la loi sur les terres de 1851 (Land Act of 1851), une demande de reconnaissance de propriété a été déposée pour El Rancho Rio de Santa Clara o Colonia auprès de la commission foncière publique en 1852, En 1872 les terres furent officiellement reconnus comme appartenant à Valenta Cota et al.

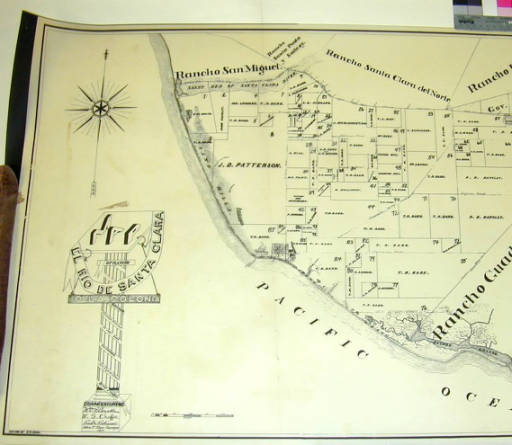
Carte du Ranch d' El Rio de Santa Clara o la Colonia

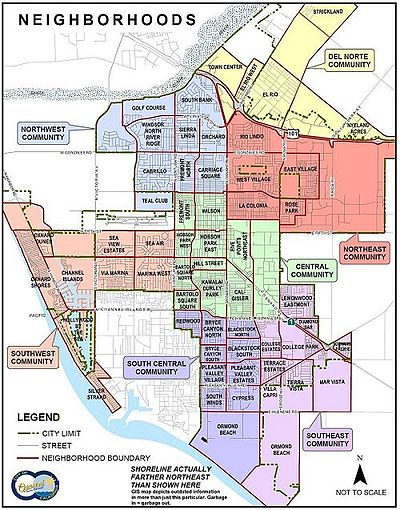
La région d'Oxnard de nos jours.

En 1860, Thomas R. Bard agent de Thomas Alexander Scott et sa «Philadelphia and California Petroleum Company», a acheté une part indivisé de cinq septièmes d'«El Rio de Santa Clara o la Colonia» .
La famille Gonzales a refusé de vendre deux autres septièmes à Thomas R. Bard et a préféré vendre celle-ci à la famille Camarillo.